# Convención Internacional de salvamento
La Convención Internacional de salvamento (en inglés, International Convention on Salvage es un tratado concluido en Londres el 28 de abril de 1989, el cual reemplazó la Convenio de Bruselas sobre asistencia y salvamento en el mar como el principal multilateral el documento que gobierna el [[salvamento marítimo]]. 
La innovación principal de la Convención es que el alcance de la ley de salvataje ha sido extendida para cubrir el "salvamento ambiental".

## "No cure, no pay" y salvataje medioambiental
La Convención de Bruselas en 1910 había establecido el principio "No cure, no pay" (en español, "Si no hay cura, no hay paga"), aclarando que un salvador está premiado sólo si el salvataje resulta en una operación exitosa, rescatando al barco o su cargo. La actual Convención Internacional de salvamento expandió este principio para introducir el concepto de un "premio de salvataje mejorado", los cuales pueden ser otorgados por un árbitro o un tribunal si el salvador tomó acción eficaz para impedir o minimizar el  daño medioambiental sin fallar en el salvataje del buque o su carga.
Esta Convención de 1989 entró en vigor el 14 de julio de 1996 y hasta abril del 2016 ha sido ratificado por 69 estados, que representan el 52% del tonelaje bruto de la flota de mercader mundial. El ímpetu para la nueva Convención era el LOF 1980, el cual permitió recompensas de salvataje  a quienes actuaron para limitar daño al entorno costero luego de derrames de petróleo.  
Los artículos 13 y 14 de la Convención preveían una "Compensación especial", pero el caso del Espíritu de Nagasaki reveló que la Convención había sido mal redactada y, en lugar de alentar a los salvadores ambientales, limitó la cantidad que dichos salvadores podían pagar a meramente " gastos de bolsillo", sin tener en cuenta ningún margen de beneficio. Desde entonces, esta deficiencia ha sido abordada por el codicilo SCOPIC de la LOF.